# Trenetica lacrymans
Trenetica lacrymans – gatunek chrząszcza z rodziny kózkowatych i podrodziny zgrzypikowych. Jedyny przedstawiciel rodzaju Trenetica.

## Zasięg występowania
Azja Południowo-Wschodnia; notowany w Wietamie, Laosie, Kambodży oraz w Indiach.

## Przypisy

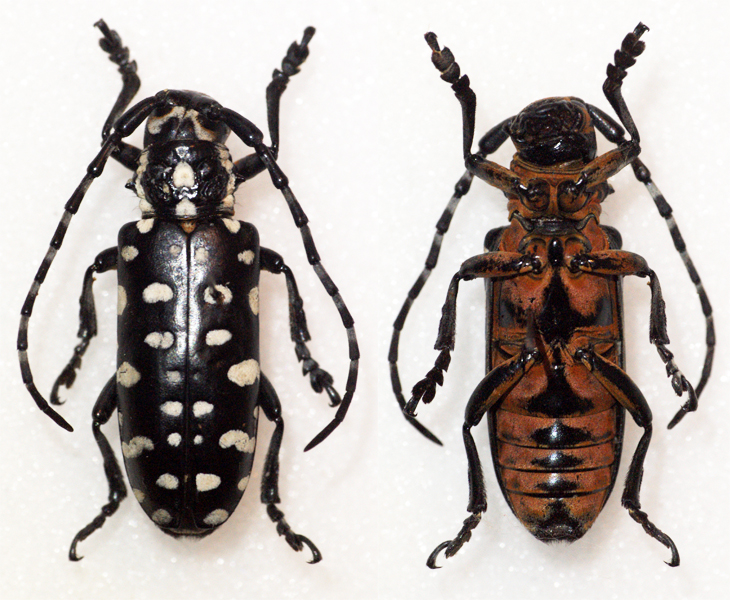